# Lior Raz
Lior Raz (în ebraică ליאור רז; n. 24 noiembrie 1971, Ma'ale Adumim⁠(d), Cisiordania, Palestina) este un actor și scenarist israelian. El îl interpretează pe Doron Kabilio în serialul de televiziune thriller politic Fauda și pe Segev Azulai în Hit & Run.
Raz este căsătorit cu actrița israeliană Meital Berdah și au patru copii. Ei locuiesc în Ramat Hasharon⁠(d), Israel.
La 7 octombrie 2023, în timpul atacului Hamas asupra Israelului, actorul în vârstă de 51 de ani, împreună cu Yohanan Plesner⁠(d) și Avi Issascharoff⁠(d), au participat la salvarea cetățenilor din Sderot în timpul bombardamentelor.

## Filmografie
| Film         | Film                             | Film                     | Film                       |
| An           | Titlu                            | Rol                      | Note                       |
| ------------ | -------------------------------- | ------------------------ | -------------------------- |
| 2000         | Delta Force One: The Lost Patrol | Cave Guard               |                            |
| 2005         | Muchrachim Lehiyot Same'ach      | Shimi                    |                            |
| 2008         | Everything Starts at the Sea     | Officer                  |                            |
| 2008         | Eli & Ben                        | Undercover policeman     |                            |
| 2010         | Mabul⁠(d)                         | Rafi                     |                            |
| 2011         | Policeman⁠(d)                     |                          |                            |
| 2012         | Haolam Mats'hik                  | Barak                    |                            |
| 2014         | The Kindergarten Teacher⁠(d)      | Nira's husband           |                            |
| 2018         | Mary Magdalene⁠(d)                | Magdala Community Leader |                            |
| 2018         | Operation Finale⁠(d)              | Isser Harel              |                            |
| 2018         | Hollywood Salutes Israel         | Himself                  |                            |
| 2019         | 6 Underground⁠(d)                 | Rovach Alimov            |                            |
| 2020         | Dena Gildens Life                | Levi Cohan               |                            |
| 2024         | Gladiator 2                      |                          | Filming                    |
| TV           |                                  |                          |                            |
| An           | Titlu                            | Rol                      | Note                       |
| 2011–2012    | Prime Minister's Children⁠(d)     | Asael                    | 18 episoade                |
| 2013         | Scarred                          | Shmulik                  | 16 episoade                |
| 2015–prezent | Fauda                            | Doron Kabilio            | Rol principal. 48 episoade |
| 2016–2017    | Dumb                             | Amos                     | 4 episoade                 |
| 2021         | Hit & Run⁠(d)                     | Segev Azulai             | 10 episoade                |
| 2023         | The Crowded Room⁠(d)              | Yitzak Safdie            | Rol principal              |